# Gustave Dubus
Pour les articles homonymes, voir Dubus (homonymie).
Gustave Dubus est un footballeur international français né le 26 mars 1910 à Arzew (Algérie française) et mort le 9 décembre 1991 à Montmorency dans le Val-d'Oise. Il évoluait au poste d'attaquant.
Il est promu commandeur de l'ordre national du Mérite en 1983.

## Clubs
- FC Sète ( France)
- Club Des Joyeusetés ( Algérie)

## Palmarès
- Vainqueur de la Coupe de France en 1930
- Équipe de France : 2 sélections et 1 but